# George Miller (filmskaber)
George Miller (filmskaber) (født 3. marts 1945) er en australsk filminstruktør og manuskriptforfatter bedst kendt for filmserien Mad Max, der blev startet med filmen Mad Max i 1979.
Mad Max 2 og  Mad Max: Fury Road er blevet hyldet som to af de største actionfilm nogensinde, hvor Fury Road vandt seks Oscar-priser.
Miller er meget forskelligartet i genre og stil, og har også instrueret det biografiske drama Lorenzo’s Oil, den mørke fantasy Heksene fra Eastwick, de Oscar-vindende animationsfilm Happy Feet, producerede det familievenlige fantasy-eventyr Babe - den kække gris og instruerede efterfølgeren Babe 2 - den kække gris kommer til byen.
I 2006 vandt Miller en Oscar for bedste animerede film for Happy Feet (2006). Han er blevet nomineret til fem andre Oscar-priser: Bedste originale manuskript og bedste originale manuskript i 1992 for Lorenzos olie, bedste film i 1995 for Babe, og bedste film og bedste instruktør for Mad Max: Fury Road i 2015.

## Filmografi

### Feature films
| År   | Titel                           | Instruktør | Manuskript | Producer | Noter                               |
| ---- | ------------------------------- | ---------- | ---------- | -------- | ----------------------------------- |
| 1979 | Mad Max                         | Ja         | Ja         | Nej      |                                     |
| 1981 | Mad Max 2                       | Ja         | Ja         | Nej      | Also additional editor              |
| 1983 | Twilight Zone: The Movie        | Ja         | Nej        | Nej      | Segment: "Nightmare at 20,000 Feet" |
| 1985 | Mad Max Beyond Thunderdome      | Ja         | Ja         | Ja       | Sammen med George Ogilvie           |
| 1987 | The Witches of Eastwick         | Ja         | Nej        | Nej      |                                     |
| 1992 | Lorenzo's Oil                   | Ja         | Ja         | Ja       |                                     |
| 1995 | Babe - den kække gris           | Nej        | Ja         | Ja       |                                     |
| 1997 | 40,000 Years of Dreaming        | Ja         | Ja         | Nej      | Dokumentar; også vært               |
| 1998 | Babe: Pig in the City           | Ja         | Ja         | Ja       |                                     |
| 2006 | Happy Feet                      | Ja         | Ja         | Ja       |                                     |
| 2011 | Happy Feet Two                  | Ja         | Ja         | Ja       |                                     |
| 2015 | Mad Max: Fury Road              | Ja         | Ja         | Ja       |                                     |
| 2022 | Three Thousand Years of Longing | Ja         | Ja         | Ja       |                                     |
| 2024 | Furiosa: A Mad Max Saga         | Ja         | Ja         | Ja       |                                     |

Producer
| År   | Titel                   | Noter                     |
| ---- | ----------------------- | ------------------------- |
| 1987 | The Year My Voice Broke |                           |
| 1989 | Dead Calm               | Also second unit director |
| 1991 | Flirting                |                           |
| 1996 | Video Fool for Love     | Documentary               |

Andre krediteringer
| År   | Titel              | Roller                                                     |
| ---- | ------------------ | ---------------------------------------------------------- |
| 1978 | In Search of Anna  | Første assisterende instruktør                             |
| 1980 | The Chain Reaction | Anden enhedsinstruktør (ukrediteret) og associate producer |

### Kortfilm
| År   | Titel                            | Insturktør | Manuskript | Noter |
| ---- | -------------------------------- | ---------- | ---------- | ----- |
| 1971 | "St. Vincent's Revue Film"       | Ja         | Ja         |       |
| 1971 | "Violence in the Cinema, Part 1" | Ja         | Ja         |       |
| 1974 | "The Devil in Evening Dress"     | Ja         | Ja         |       |

### Tv
| YeÅrr | Titel            | Instruktør | Manuskript | Producer | Noter         |
| ----- | ---------------- | ---------- | ---------- | -------- | ------------- |
| 1983  | The Dismissal    | Ja         | Ja         | Ja       | TV miniseries |
| 1984  | The Last Bastion | Ja         | Nej        | Nej      | TV miniseries |
| 1984  | Bodyline         | Nej        | Story      | Ja       | TV miniseries |
| 1987  | The Far Country  | Ja         | Nej        | Nej      | TV miniseries |

Producer
| År   | Titel                                       | Noter                  |
| ---- | ------------------------------------------- | ---------------------- |
| 1985 | The Cowra Breakout                          | TV miniseries          |
| 1987 | Vietnam                                     | TV miniseries          |
| 1988 | The Dirtwater Dynasty                       | TV miniseries          |
| 1988 | The Clean Machine                           | TV film                |
| 1988 | The Riddle of the Stinson                   | TV film                |
| 1988 | Fragments of War: The Story of Damien Parer | TV film                |
| 1988 | Sportz Crazy                                | Documentary miniseries |
| 1989 | Bangkok Hilton                              | TV miniseries          |

### Musikvideoer
| År   | Titel                        | Kunstner    |
| ---- | ---------------------------- | ----------- |
| 1985 | "We Don't Need Another Hero" | Tina Turner |

### Computerspil
| År   | Titel                           | Rolle    |
| ---- | ------------------------------- | -------- |
| 2025 | Death Stranding 2: On The Beach | Likeness |